# Anton van Dijk
Antonius Johannes Maria van Dijk (Helmond, 19 april 1905 - Arnhem, 31 augustus 1943) was een Nederlandse politieman. Als hoofd van de politie in Nijmegen was Van Dijk hoofdverantwoordelijk voor de arrestatie van vijfhonderd Joden. Hij vormde bovendien een gevaar voor het verzet. Hij werd daarom in 1943 door het verzet geliquideerd.

## Levensloop
Van Dijk volgde de HBS in zijn geboorteplaats Helmond. Hij vond daarna werk bij de politie in Eindhoven.  Hij was een overtuigd nationaalsocialist. Hij was lid van de NSB en voorzitter van het Rechtsfront in Nijmegen. In september 1941 werd hij aangesteld als hoofd van het politiekorps in Nijmegen.
Van Dijks voorganger als politiecommissaris J.T. Veldman had geprobeerd het politiekorps "schoon" te houden en had het contact met de Sicherheitsdienst uit Arnhem zoveel mogelijk gemeden. Na zijn aanstelling als commissaris stelde Van Dijk een aantal betrouwbare NSB'ers aan op sleutelposities, waaronder de beruchte Marinus Verstappen. Aanvankelijk hield de politie zich veel bezig met de controle naar het luisteren naar de verboden Engelse radio-uitzendingen, maar al snel verlegde het accent zich naar het opsporen van verzetsmensen en Joden.
Veel spullen van afgevoerde Joden werden door de Nijmeegse politie niet aan de Duitsers overgedragen, maar voor eigen gebruik in beslag genomen. Als politiechef had Van Dijk de eerste keus. Hij ging daarin zelfs zover dat hij een vermogende Jood door een ondergeschikte liet tippen dat zijn arrestatie op handen was. De betreffende persoon dook vervolgens onder, waarop Van Dijk beslag kon leggen op een groot deel van diens bezittingen. Verschillende van zijn ondergeschikten maakten bezwaar tegen Van Dijks rooftochten, niet omdat het moreel verkeerd zou zijn, maar omdat er daardoor minder voor henzelf overbleef. Vanaf dat moment stond Van Dijk oogluikend toe dat ook zij ruimte kregen om spullen voor eigen gebruik in beslag te nemen.
In zijn optreden was Van Dijk zeer agressief tegen arrestanten. In mei 1943 werd er een onderzoek verricht naar het handelen van de politieman en hij ontving zelf een reprimande. In diezelfde periode werd hij uit de NSB gezet. De reden daarvoor was dat hij een partijgenoot, die een zwangere vrouw en twee zieke kinderen had, naar Kamp Vught zond, omdat deze zich tijdens spertijd had opgehouden in de portiek van zijn eigen woning.
Van Dijk werd op 8 juli 1943 op het Hertogplein in Nijmegen, op weg naar zijn werk,  beschoten door de Waalwijkse verzetsman Henk Romeijn. Romeijn was lid van de Amsterdamse verzetsgroep CS-6, die regelmatig aanslagen pleegde op "foute" Nederlanders, zoals luitenant-generaal Hendrik Seyffardt. Romeijn werd aangehouden door iemand die dacht dat hij te maken had met een fietsendief. Hij werd op 5 april 1944 geëxecuteerd in Kamp Vught. Van Dijk overleed uiteindelijk een kleine twee maanden aan de gevolgen van de schietpartij. Op zijn sterfbed werd hij wel weer door de NSB gerehabiliteerd.
Van Dijk ligt begraven op de Duitse Militaire begraafplaats in het Limburgse Ysselsteyn.